# Park ks. Józefa Jasińskiego w Poznaniu
Park ks. Józefa Jasińskiego (także: Park Raszyński) – park zlokalizowany na terenie poznańskiego Raszyna, przy granicy z osiedlem Kopernika na terenie jednostki pomocniczej Osiedle Grunwald Południe, w kwartale ulic Rembertowska – Promienista – tyły ulicy Newtona.

## Charakterystyka

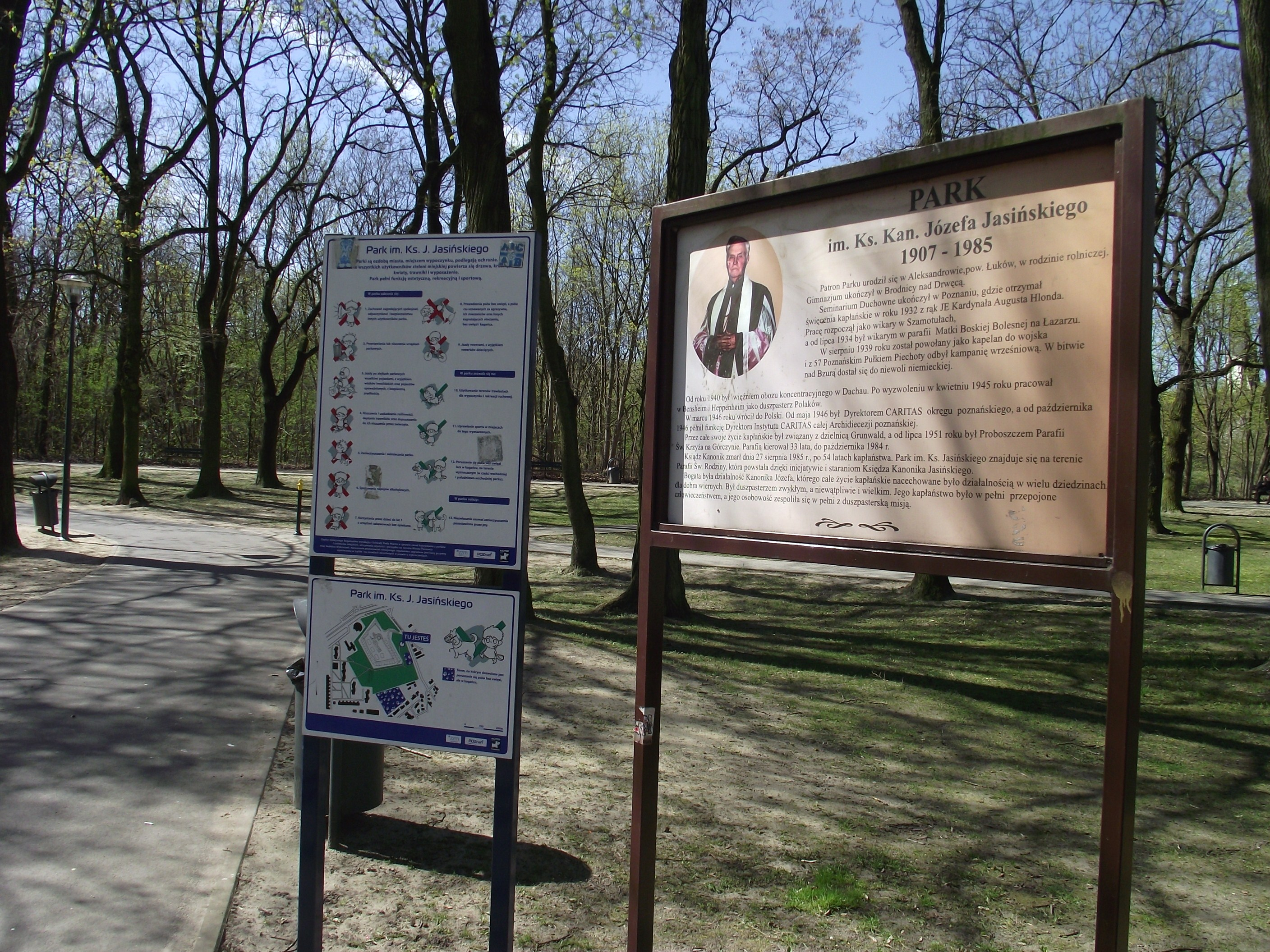
Tablice

Centralną część parku stanowi ogrodzony i nieudostępniony Fort VIIIa Rohr. Do parku przylega od zachodu kościół Świętej Rodziny. W obrębie terenów zielonych znajduje się górka saneczkowa, place zabaw dla dzieci, boisko i estrada.
Tereny parkowe zostały zrewitalizowane i oddane do użytku w październiku 2008 (początek prac – 2005), w ramach Roku Klimatu i Środowiska, przy udziale arcybiskupa Stanisława Gądeckiego. Odsłonięto też przy tej okazji i poświęcono tablicę pamiątkową patrona – ks. kanonika Józefa Jasińskiego (1907-1985). Był to długoletni proboszcz pobliskiej parafii Świętego Krzyża na Górczynie, inicjator budowy kościoła i erygowania parafii pw. Świętej Rodziny. Z inicjatywą nadania nazwy wystąpiła w maju 2008 jednostka pomocnicza Miasta Poznania – Rada Osiedla Kopernika-Raszyn. Poparła ją Kuria Metropolitalna w Poznaniu.